# Kongo

Wzrost populacji Konga (w milionach)

Kongo (Republika Konga; fr. Congo, République du Congo) – państwo w środkowej Afryce nad Oceanem Atlantyckim. Graniczy z Gabonem, Kamerunem, Republiką Środkowoafrykańską, Angolą (Kabinda) i Demokratyczną Republiką Konga.
W czasach kolonialnych występowało pod nazwą Kongo Francuskie i Kongo Środkowe, a tuż po odzyskaniu niepodległości jako Kongo-Brazzaville (stosowane nadal dla odróżnienia od Demokratycznej Republiki Konga) i Ludowa Republika Konga.

## Etymologia
Nazwa kraju pochodzi od rzeki Kongo, która stanowi większość wschodniej granicy. Nazwa rzeki pochodzi zaś od nazwy jednego z ludów bantu, Bakongo (co znaczy myśliwi), które zamieszkiwało ujście rzeki, gdy zostało ono odkryte przez Portugalczyków w XV wieku.

## Historia
Pierwszymi mieszkańcami obecnych obszarów Konga byli Pigmeje. Od I tysiąclecia p.n.e. napływały tu plemiona Bantu parające się rolnictwem. W średniowieczu wykrystalizowały się niewielkie ośrodki polityczne, a pod jego koniec powstało państwo Tio i Loango. Południe Republiki Konga należało do państwa Kongo z centrum we współczesnej Angoli. W 1482 roku obszar ten został odkryty dla Europy przez Portugalię, co zapoczątkowało handel niewolnikami. Zniesienie niewolnictwa w XIX wieku osłabiło utrzymujące się z tego procederu państwa Tio i Loango. Od 1880 roku nasiliła się penetracja francuska. W 1882 roku utworzona została tutaj francuska kolonia. W 1910 roku obszar włączono w skład Francuskiej Afryki Równikowej. W trakcie II wojny światowej tereny przynależały do Wolnych Francuzów. Po 1945 roku utworzone zostały pierwsze organizacje polityczne i związki zawodowe. W 1958 roku utworzono republikę autonomiczną wchodzącą w skład Wspólnoty Francuskiej.
W 1960 roku proklamowano niepodległą republikę, działającą początkowo pod nazwą Kongo Brazzaville. Pierwszym prezydentem został prozachodni Fulbert Youlou. Po wojskowym puczu z 1963 roku władze objęli marksiści. W 1969 roku proklamowano Ludową Republikę Konga. Do 1979 roku częste roszady na szczytach władzy. W latach 1966–1977 prezydentem był Marien Ngouabi. W tym czasie Kongo prowadziło politykę niezaangażowania, rozwijało relacje z blokiem wschodnim. Największym problemem ówczesnego Kongo były zatargi z sąsiednim Zairem. Od 1979 roku urząd prezydenta należał do Denisa Sassou-Nguesso. Nowa konstytucja usankcjonowała jednopartyjne rządy Kongijskiej Partii Pracy. Od połowy lat 80. pogłębiały się trudności gospodarcze. W tym samym czasie rząd zapoczątkował liberalizację polityczną. Efektem tego, było m.in. to, że LRK, była jednym z czterech państw bloku komunistycznego (obok Jugosławii, Rumunii i Chin), które nie zbojkotowało Letnich Igrzysk Olimpijskich w 1984.
W 1990 roku rządząca partia zrezygnowała z marksizmu i przyjęła socjaldemokratyczny program; wprowadzono system wielopartyjny. W 1991 roku zmieniono nazwę kraju na Republika Kongo. W 1992 roku, po wprowadzeniu nowej konstytucji, odbyły się wybory parlamentarne i prezydenckie. Zwyciężył w nich Pascal Lissouba i jego Panafrykańska Unia na rzecz Socjaldemokracji. W 1997 roku wybuchła wojna domowa. W konflikcie starły się siły Sassou-Nguesso popartego przez Angolę i rządu wspartego przez oddziały UNITA (korzystające z baz w Kongu). Wojna zakończyła się zwycięstwem rebeliantów Sassou-Nguesso, który mianował się prezydentem. W 1999 roku podpisano układ pokojowy, a w 2000 roku władze ogłosiły koniec wojny. W 2002 roku ustanowiono nową konstytucję (system wielopartyjny i 7-letnia kadencja prezydenta) i odbyły się wybory. Przyniosły one zwycięstwo Sassou-Nguesso i jego partii PCT, ale spowodowały wznowienie działań zbrojnych przez rebeliantów z południa kraju. W 2003 zawarto z nimi porozumienie pokojowe.
Denis Sassou-Nguesso został wybrany na drugą kadencję w 2009 roku. Po korzystnym dla siebie wyniku referendum, w 2016 roku ponownie wygrał wybory – na 3. kadencję.

## Ustrój polityczny
Republika Konga jest republiką parlamentarną z systemem prezydenckim.

### Konstytucja
Obowiązująca konstytucja została przyjęta w referendum 25 października 2015.
Inicjatywa zmiany konstytucji należy do prezydenta i parlamentu. Treść zmiany wymaga opinii sądu najwyższego. Zmiana inicjowana przez prezydenta wymaga akceptacji w referendum lub przez parlament – większością co najmniej 3/4 głosów obu izb na wspólnym posiedzeniu. Zmiana inicjowana przez parlament wymaga akceptacji przez taką samą większość, co poprawka prezydencka. Zapisy dotyczące terytorium kraju, ustroju republikańskiego i świeckości państwa są nienaruszalne.

### Władza wykonawcza
Głową państwa jest prezydent. Od czasu referendum w 2015 prezydent przestał być szefem rządu, a stał się nim premier. Radę Ministrów powołuje prezydent. Prezydent wybierany jest w głosowaniu powszechnym, absolutną większością głosów, w dwóch turach (jeśli druga tura jest niezbędna), na 5-letnią kadencję (z możliwością ubiegania się o 2 kolejne kadencje).

### Władza ustawodawcza
Parlament dwuizbowy:
- Zgromadzenie Narodowe – 151 deputowanych wybieranych na pięcioletnią kadencję w wyborach powszechnych, w jednomandatowych okręgach wyborczych, absolutną większością głosów (w 2 turach, jeśli to konieczne).
- Senat – 72 członków wybieranych na 6-letnią kadencję w sposób pośredni – przez rady regionalne, zwykłą większością głosów. Połowa składu wybierana jest ponownie, co 3 lata.

System prawny stanowi złożenie prawa francuskiego i prawa zwyczajowego.

### Władza sądownicza
Naczelny organ prokuratury:
- prokurator generalny (fr. Procureur Général du Congo) – reprezentuje państwo w sprawach karnych.

Sądy najwyższe:
- sąd najwyższy (fr. Cour Suprême du Congo) – sędziowie wybierani przez parlament; orzekający do ukończenia 65. roku życia;
- sąd konstytucyjny (fr. Cour Constitutionnelle du Congo) – 9 sędziów nominowanych przez prezydenta. Trzech wskazuje prezydent, 6 – parlament. Wybierani na 9-letnią kadencję (może być wielokrotna) z 1/3 składu odnawianą, co 3 lata.

Sądy niższe:
- sąd dyscypliny budżetowej i audytu
- sądy apelacyjne
- sądy rejonowe
- sądy okręgowe
- trybunały ds. zatrudnienia
- sądy dla nieletnich

Osobnym bytem jest Wysoki Sąd Sprawiedliwości, zajmujący się wyłącznie wykroczeniami prezydenta wobec republiki (rodzaj trybunału stanu).

## Polityka zagraniczna
Kraj nie przyjął jurysdykcji Międzynarodowego Trybunału Sprawiedliwości, ale przyjmuje jurysdykcje Międzynarodowego Trybunału Karnego.
Kraj jest stroną, m.in.:
- konwencji o różnorodności biologicznej
- ramowej konwencji ONZ w sprawie zmian klimatu
- Protokołu z Kioto
- konwencji ONZ w sprawie przeciwdziałaniu pustynnieniu
- konwencji o międzynarodowym handlu dzikimi zwierzętami i roślinami gatunków zagrożonych wyginięciem
- konwencji bazylejskiej (dotycząca kontroli transgranicznego przemieszczania i usuwania odpadów niebezpiecznych)
- konwencji ONZ o prawie morza
- konwencji londyńskiej (o zapobieganiu zanieczyszczania mórz)
- konwencji wiedeńskiej w sprawie ochrony warstwy ozonowej
- Międzynarodowego Porozumienia o Drewnie Tropikalnym z 1983
- Międzynarodowego Porozumienia o Drewnie Tropikalnym z 1994
- konwencji ramsarskiej

Kraj jest członkiem wielu organizacji międzynarodowych: AfDB, AKP, BDEAC, CEMAC, EITI (kraj zgodny z), FAO, FZ, G-77, IAEA, IBRD, ICAO, ICRM, IDA, IFAD, IFC, IFRCS, ILO, IMF, IMO, Interpol, IOM, IPU, ISO (członek korespondent), ITSO, ITU, ITUC (poprzez NGO-sy), MIGA, MKOL, NAM, ONZ, OIF, OPCW, PCA, SADC, Unia Afrykańska, UNCTAD, UNESCO, UNHCR, UNIDO, UNITAR, UNWTO, UPU, WCO, WFTU (poprzez NGO-sy), WHO, WIPO, WMO, WTO.

## Siły zbrojne
Kongijskie siły zbrojne (Forces Armees Congolaises, FAC) podzielone są na 3 rodzaje:
- siły lądowe (Armee de Terre)
- siły powietrzne (Armee de l’Air)
- marynarkę wojenną

Oprócz nich występuje również żandarmeria (Gendarmerie) i gwardia prezydencka.
Służba wojskowa ma charakter ochotniczy (powyżej 18 roku życia), również dla kobiet.

## Podział administracyjny
Administracyjnie kraj dzieli się na 12 departamentów.

## Demografia
Większość skupisk ludzkich znajduje się w południowej części kraju, w tym największe miasto – stołeczne Brazzaville. Około 70% populacji mieszka w Brazzaville (2,39 miliona), Pointe-Noire (1,2 miliona), lub w osiedlach wzdłuż linii kolejowej łączącej te dwa miasta. Prawie 68% Kongijczyków mieszka w miastach.
Językiem urzędowym jest francuski. W handlu popularnymi językami są francuska lingala i kituba (monokutuba). Wśród lokalnych języków i dialektów najpopularniejszy jest kikongo.
Przyrost naturalny w 2020 szacowany jest na 2,26%, z 32,6 urodzenia/1000 mieszkańców i 8,7 zgonu/1000 mieszkańców. Migracja jest ujemna (-0,9/1000 mieszkańców). Średni wiek matki w pierwszej ciąży w 2012 wynosił 19,8 roku. Przeciętna płodność w 2020 wyniosła 4,45 dziecka. Występuje niewielka przewaga mężczyzn nad kobietami (1,01:1). Największa jest przy urodzeniach (1,03:1). W przedziale 24–54 lat spada do 1. Największa jest w przedziale 54–64 lata, po czym gwałtownie maleje (0,81:1 w przedziale powyżej 65 r. ż.).
Średnia oczekiwana długość życia wynosi 61,3 roku.
Kraj jest schronieniem dla uchodźców z Republiki Środkowoafrykańskiej (20 658 uchodźców w 2019) i DRK (20 714 uchodźców w 2020). Ponad 100 000 mieszkańców Konga pozostaje uchodźcami wewnętrznymi.

### Struktura etniczna
| Grupa etniczna    | Język               | Liczebność w tys. | Procent ludności |
| ----------------- | ------------------- | ----------------- | ---------------- |
| Kituba (Kongo)    | Język kituba        | 1976              | 36,59%           |
| Bateke (8 grup)   | Język teke          | 676               | 12,52%           |
| Lingala           | Język lingala       | 243               | 4,5%             |
| Sundi             | Język suundi        | 240               | 4,44%            |
| Mbosi             | Język mbosi         | 209               | 3,87%            |
| Ngbaka            | Język ngbaka        | 181               | 3,35%            |
| Lari              | Język lari          | 166               | 3,07%            |
| Pigmeje (2 grupy) | Język yaka (ngondi) | 44,1              | 0,82%            |
| Kongo             | Język kongo         | 27                | 0,5%             |
| Fangowie          | Język fang          | 14                | 0,26%            |
| Hausa             | Język hausa         | 12                | 0,22%            |
| Francuzi          | Język francuski     | 12                | 0,22%            |

Według CIA Factbook struktura etniczna w latach 2014–2015 wyglądała następująco:
- Kongo: 40,5%
- Teke: 16,9%
- Mbosi: 13,1%
- obcokrajowcy: 8,2%
- Sanga: 5,6%
- Kele (Mbere, Mbeti): 4,4%
- Punu: 4,3%
- Pigmeje: 1,6%
- Oubanguien: 1,6%
- Duma: 1,5%
- Makaa: 1,3%
- Inne/Nieokreślone: 1%

### Struktura wiekowa
Społeczeństwo Kongo jest młode. Mediana wieku to 19,5 roku, a niemal 2/3 mieszkańców nie ukończyło 25 lat. Przybliżona struktura wiekowa w 2020:
- 0–14 lat: 41,57%
- 15–24 lat: 17,14%
- 25–54 lat: 33,5%
- 55–64 lat: 4,59%
- 65 lat i więcej: 3,2%

### Struktura wyznaniowa
Struktura religijna kraju w 2020 roku według The ARDA:
- chrześcijaństwo – 89,3%:
  - katolicyzm – 61,6%,
  - protestantyzm i niezależne Kościoły – 22,3% (gł.: Ewangelicki Kościół Konga, afrochrześcijański Kościół kimbanguistyczny, Zbory Boże, Kościół Nowoapostolski, afrochrześcijański Kościół boguistyczny, Kościół charyzmatyczny Brazzaville, Armia Zbawienia i świadkowie Jehowy – ok. 0,5%[8]),
  - niestowarzyszeni – 10%,
- religie etniczne, animizm – 5,5%,
- brak religii – 3%,
- islam (sunnizm) – 1,24%,
- bahaizm – 0,58%,
- inne religie – 0,4%.

## Geografia
Kongo leży w środkowej Afryce. Północno-wschodnia część kraju, w przeważającej części pokryta obszarami podmokłymi, jest częścią rozległej Kotliny Konga. Dalej na południowy zachód w rzeźbie terenu zaczynają dominować wyżyny, a na zachodzie pojawia się wąski pas nizin, związanych z bliskością oceanu.
Granica państwa wynosi w sumie 5008 km. Na zachodzie Republika Konga graniczy z Gabonem (2 567 km), na północy z Kamerunem (494 km) oraz Republiką Środkowoafrykańską (487 km), na wschodzie z Demokratyczną Republiką Konga (1 229 km), a na południu z Angolą (231 km).
Kraj ma 169 km linii brzegowej nad Oceanem Atlantyckim. Najdłuższą rzeką państwa jest Kongo, przy czym na żadnym odcinku nie płynie wyłącznie przez terytorium Republiki Konga, a jedynie stanowi granicę z Demokratyczną Republiką Konga. Innymi znacznymi ciekami wodnymi są uchodzące do Konga: Ubangi, Sangha i Alima.
Najniższym punktem kraju jest wybrzeże, 0 m n.p.m. Najwyższym – góra Berongou o wys. 903 m n.p.m. Średnia wysokość terenu to 403 m n.p.m.

### Klimat
Klimat równikowy. Pora wilgotna od marca do czerwca; sucha – od czerwca do października. Długo utrzymujące się wysokie temperatury i wilgotność.

## Gospodarka
Kraj rolniczo-przemysłowy o bogatych złożach surowców naturalnych. W rolnictwie zatrudnionych jest 59% ludności, chociaż wytwarza ono zaledwie 10% PKB (dla porównania przemysł 59% PKB). Uprawa palmy oleistej, kakaowca, kawy, orzeszków ziemnych, manioku, ryżu, kukurydzy i roślin cytrusowych. Republika Kongo jest jednym z największych afrykańskich producentów ropy i jej pochodnych (15 760 baryłek dziennie w 2015 roku). Z eksportem na poziomie 254 tys. baryłek dziennie w 2015 roku była 28. eksporterem na świecie. Jednak jej zasoby nie są duże i kraj wymaga inwestycji w nowe złoża. Inne surowce naturalne to diamenty, kobalt, sole potasowe i rudy żelaza. Znaczący przemysł drzewny. Znaczące produkty rolnicze: maniok, cukier, ryż, kukurydza, orzeszki ziemne, warzywa, kawa, kakao.
Z uwagi na spadek cen ropy naftowej od 2014 roku, budżet jest pod presją deficytu (11% PKB w 2017). Kraj miał problemy z wypłacaniem świadczeń dla sfery budżetowej, co zaowocowało wieloma falami strajków. W 2017 roku Kongo zwróciło się o pomoc do IMF. Fundusz wytknął Kongu zależność od ropy i słabość rządów, jako główne czynniki obciążające gospodarkę. W 2018 roku dług zewnętrzny Kongo sięgnął 120% PKB. W 2018 roku IMF nalegał, by Kongo, przed udzieleniem mu pakietu pomocowego, renegocjowało i ustabilizowało swoje zadłużenie.
Bezrobocie w 2014 roku sięgało 36%, a 46,5% żyło poniżej granicy ubóstwa (2011).
Eksport w 2017 roku wyniósł 4,2 mld USD, głównie do Chin (54%), Angoli (6%), Gabonu (6%), Włoch, Hiszpanii i Australii (po ok. 5%). Import w 2017 wyniósł 2,5 mld USD, głównie do Francji (15%), Chin (14%), Belgii (12%), i Norwegii (8%).
Rezerwy walutowe i złotowe kraju wynosiły ok. 506 mln USD (na koniec 2017 roku), a zadłużenie zewnętrzne, ok. 4,6 mld USD (na koniec 2017).
| Rok  | Wartość PKB [mld USD] | PKB per capita [USD] | Zmiana PKB | Dług publiczny (% PKB) | Inflacja |
| ---- | --------------------- | -------------------- | ---------- | ---------------------- | -------- |
| 2017 | 29,39                 | 6800                 | -3,1%      | 130,8                  | 0,5%     |
| 2016 | 30,33                 | 7200                 | -2,8%      | 128,7                  | 3,2%     |
| 2015 | 31,22                 | 7500                 | +2,6%      |                        |          |

Przybliżona struktura gospodarki w 2017:
- rolnictwo: 9,3%
- przemysł: 51%
- usługi: 39,7%

Wykorzystanie ziemi:
- rolnicze: 31,1%
  - grunty orne: 1,6%
  - sady i uprawy wieloletnie: 0,2%
  - pastwiska i łąki: 29,3%
- lasy: 65,6%
- pozostałe: 3,3%

W 2012 roku ok. 20 km² gruntów było sztucznie nawadnianych.

## Infrastruktura i transport

### Infrastruktura sanitarna
Dostęp do wody pitnej na terenach miejskich jest powszechny (96%). Jednak aż 2/3 mieszkańców terenów wiejskich ma dostęp do niej jedynie ze zbiorników naturalnych, improwizowanych lub niezabezpieczonych ujęć. Zdecydowanie gorszy jest dostęp do sanitariatów. W roku 2015 tylko co piąty mieszkaniec terenów miejskich miał dostęp do własnych sanitariatów z kanalizacją lub szambem (na wsi – co dwudziesty). Dostęp jedynie do sanitariatów improwizowanych lub współdzielonych ma 80% mieszkańców miast i ponad 94% mieszkańców terenów wiejskich.

### Infrastruktura elektroenergetyczna
W 2017 roku ok. 2 milionów mieszkańców Konga pozostawało bez dostępu do energii elektrycznej. Średni poziom elektryfikacji wynosił 57%. Był dużo wyższy dla miast (74%) niż dla terenów wiejskich (23%). Produkcja energii elektrycznej w 2016 roku wyniosła 1,7 TWh, w tym ok. 64% otrzymano z paliw kopalnych, a 36% z hydroelektrowni.

### Infrastruktura telekomunikacyjna
Rozwinięta telefonia komórkowa. W 2018 roku nasycenie nimi wynosiło 99%. Jednocześnie dostęp do telefonii przewodowej jest bardzo słaby, na poziomie poniżej 1 linii na 100 mieszkańców.
W kraju działają nadawcy TV/radio państwowi (1 TV, 3 stacje radiowe) i prywatni (kilkanaście kanałów radia i telewizji).
W 2016 roku dostęp do internetu miało około 362 000 użytkowników, tj. 7,6% populacji.

### Transport drogowy
W 2017 roku w Kongo było 23 324 kilometrów dróg, w tym 3111 km utwardzonych. Siedemnaście tysięcy kilometrów dróg jest klasyfikowanych (krajowe, regionalne, lokalne) a pozostałe 6324 km nie jest klasyfikowane.

### Transport kolejowy
W 2014 roku istniało jedynie 510 km linii kolejowych. Rozstaw jednolity, 1067 mm.

### Transport wodny
Głównym portem morskim jest Pointe-Noire. Głównym portem rzecznym, stołeczne Brazzaville. Inne większe porty rzeczne: Impfondo (nad Ubangi), Ouésso (nad Sanghą), i Oyo (nad Alimą).
W 2019 roku w kraju zarejestrowanych było 11 przewoźników morskich.
W 2011 roku w Kongo było 1120 km żeglownych dróg wodnych, głównie na rzekach Kongo i Ubangi.
Rzeka Kongo poniżej miast Brazzaville i Kinszasy jest nieżeglowna ze względu na szybkość nurtu.

### Transport lotniczy
W 2015 roku w kraju zarejestrowanych było 3 przewoźników lotniczych z 12 samolotami. Prefiks numerów rejestracyjnych samolotów cywilnych to TN. Ruch pasażerski wyniósł 657 926 osób. Ruch towarowy: 2 987 493 mln tono-kilometrów.
W 2013 roku w kraju było 27 lotnisk i lądowisk, w tym:
- utwardzonych: 8
  - o dł. pasa powyżej 3047 metrów: 2
  - o dł. pasa między 2438 – 3047 m: 1
  - o dł. pasa między 1524 – 2437 m: 5
- nieutwardzonych: 19
  - o dł. pasa między 1524 – 2437 m: 8
  - o dł. pasa między 914 – 1523 m: 9
  - o dł. pasa do 914 m: 2

## Oświata i nauka
W 2015 roku wydatki na oświatę wyniosły 4,6% PKB. Alfabetyzacja wynosiła 80,3% w 2018 roku (86,1% dla mężczyzn; 74,6% dla kobiet). Oczekiwana długość kształcenia wynosiła 11 lat (w 2012).

## Bezpieczeństwo publiczne
W kraju występuje zagrożenie powodziami (rzeka Kongo). Do największych zagrożeń środowiskowych i wyzwań należą: zanieczyszczenie powietrza na terenach zurbanizowanych, niski poziom oczyszczania ścieków, ograniczony dostęp do wody pitnej, wylesianie, ochrona przyrody.

### Opieka zdrowotna
Pod względem umieralności niemowląt (50,7 zgonów na 1000 żywych urodzeń; wyższa dla mężczyzn) i matek (378 zgonów/100 000 żywych urodzeń) Kongo plasuje się w trzeciej dziesiątce na świecie (na rok 2017). W 2011 roku na 1000 mieszkańców przypadało 0,12 lekarza.
W 2018 roku około 2,6% populacji było nosicielami wirusa HIV lub chorych na AIDS. W tym samym roku nastąpiło z tego powodu ok. 4000 zgonów.
W kraju występuje bardzo wysokie ryzyko chorobami zakaźnymi. Występuje WZW A, tyfus, malaria, denga i wścieklizna.
W 2015/2016 roku 12,3% dzieci poniżej 5 r.ż. było niedożywionych. Jednocześnie 9,6% dorosłych miało otyłość (BMI>30).